# 鄭一永
鄭 一永（チョン・イリョン、朝鮮語: 정일영、1926年9月4日 - 2015年1月19日）は、大韓民国の外交官、教授、政治家、法学者（国際法）。第9・10代韓国国会議員。号は明遠（ミョンウォン、명원）。仏教徒。
元国会議員の鄭海永は兄、鄭在文は甥。

## 経歴
東萊高等学校、ソウル大学校政治学科、ジョージタウン大学大学院、ロンドン大学大学院、ジュネーヴ大学国際高等研究所修了（政治学博士取得）。帰国後はソウル大学校法科大学教授、韓日会談代表などを務めた。1962年に駐フランス大使館公使、1963年12月17日から1964年10月18日まで外務部次官、1966年に駐スイス大使、1971年に駐ベルギー大使、駐フランス大使を務めた。1974年に外交安保研究院（現・外交安保研究所）長、1979年9月から1981年2月まで第3代国民大学校総長、1987年に大韓国際法学会長、1991年から1994年まで世宗研究所長を務めた。そのほかに韓国・スイス協会長、韓国日報論説委員等を務めた。
2015年に死去、享年89。